# アントウェルペン子午線
アントウェルペン子午線（アントウェルペンしごせん）は、ベルギー・フランドルのアントウェルペン（アントワープ）を通る子午線であり、ベルギーで発行されたいくつかの地図がこの子午線を本初子午線（経度0度の子午線）としていた。
アントウェルペンは、アブラハム・オルテリウスが1570年に世界初の近代的な世界地図である『世界の舞台(Theatrum Orbis Terrarum)』を刊行した街である。
アントウェルペン子午線は、1554年から1576年までのプロイセン表で、蝕を計算・記録するための第一の基準として掲載されていた。